# 香川縣公安委員會
香川縣公安委員會（日语：／ Kagawaken kō'an-i'inkai */?）是由香川縣知事所轄，負責管理香川縣警察的行政委員會，由3名委員組成。

## 委員
- 委員長
  - 伊賀三千廣
- 委員
  - 川東祥次
  - 溝瀏香代子

## 下部組織
- 香川縣警察

## 外部連結
- 香川県公安委員会 （页面存档备份，存于）